# اپورث (جورجیا)
اپورث، جورجیا (انگلیسی: Epworth, Georgia) یک حوزه سرشماری در شهرستان فانین، جورجیا در ایالات متحده آمریکا است. در سرشماری ۲۰۱۰ ایالات متحده آمریکا جمعیت آن ۴۸۰ نفر بود و در ارتفاع ۱۷۰۶ فوتی یا ۵۲۰ متر شمال مرکزی شهرستان قرار دارد و کد پستی آن ۳۰۵۴۱ است.